# Pachydactylus wahlbergii
Pachydactylus wahlbergii — вид геконоподібних ящірок родини геконових (Gekkonidae). Мешкає в Південній Африці. Вид названий на честь шведського натураліста Югана Аугуста Вальберга.

## Підвиди
Виділяють два підвиди:
- Pachydactylus wahlbergii wahlbergii (Peters, 1869);
- Pachydactylus wahlbergii furcifer (Haacke, 1976).

## Поширення і екологія
Pachydactylus wahlbergii широко поширені в напівпустелі Калахарі, на території південної Анголи, Намібії, північної Південно-Африканської Республіки, Ботсвани, західного Зімбабве і південної Замбії. Вони живуть на піщаних дюнах і в саванах, віддають перевагу пласким піщаним рівнинам, слабо порослим рослинністю. Зустрічаються на висоті від 400 до 1100 м над рівнем моря. самиці відкладають яйця, в кладці 2 яйця.